# Bhutan
Das Königreich Bhutan ([ˈbʰuːtaːn]; bhutanisch འབྲུག་ཡུལ་ Druk Yul, Wylie ’brug yul, deutsch ‚Land des Donnerdrachens‘, gesprochen etwa „Dru Ü“) ist ein Binnenstaat in Südasien. Der Großteil des Landes liegt in großer Höhe im Himalaya. Der Buddhismus ist offizielle Staatsreligion und prägend für die Politik Bhutans. Im Vergleich zu anderen Staaten legt die Regierung wenig Wert auf Wirtschaftswachstum und Produktivität und achtet stattdessen beispielsweise mehr auf Naturschutz und Glück. Bhutan ist weltweit der einzige klimaneutrale Staat.

## Geografie
Bhutan liegt in Südasien und grenzt im Süden an die indischen Bundesstaaten Sikkim, Westbengalen, Assam und Arunachal Pradesh (von Westen nach Osten) sowie im Norden an Tibet (China). Die Oberflächengestalt Bhutans ist vom Himalaya geprägt. Über 80 Prozent des Landes liegen in über 2000 m Höhe. Das Land hat mit 38.394 km² etwa die Größe der Schweiz. Mehr als zwei Drittel des Königreiches Bhutan sind bewaldet.
Das Land gliedert sich in drei Landschaften: Im Süden, an der indischen Grenze, verläuft die Ebene von Duar, eine schmale Niederung, die zu den Ausläufern des Ganges-Brahmaputra-Tieflandes gehört. Nördlich davon steigt das Land steil an. Die 2000 bis 3000 m hohen Berge des Vorhimalaya sind das Hauptsiedlungsgebiet. An der Grenze zu Tibet liegt die Hochgebirgsregion Lunana. Höchster Berg des Landes ist der 7570 m hohe Gangkhar Puensum, welcher der weltweit höchste Berg ist, der noch nie von einem Menschen bestiegen wurde. Der zweithöchste Berg ist der Kula Kangri.

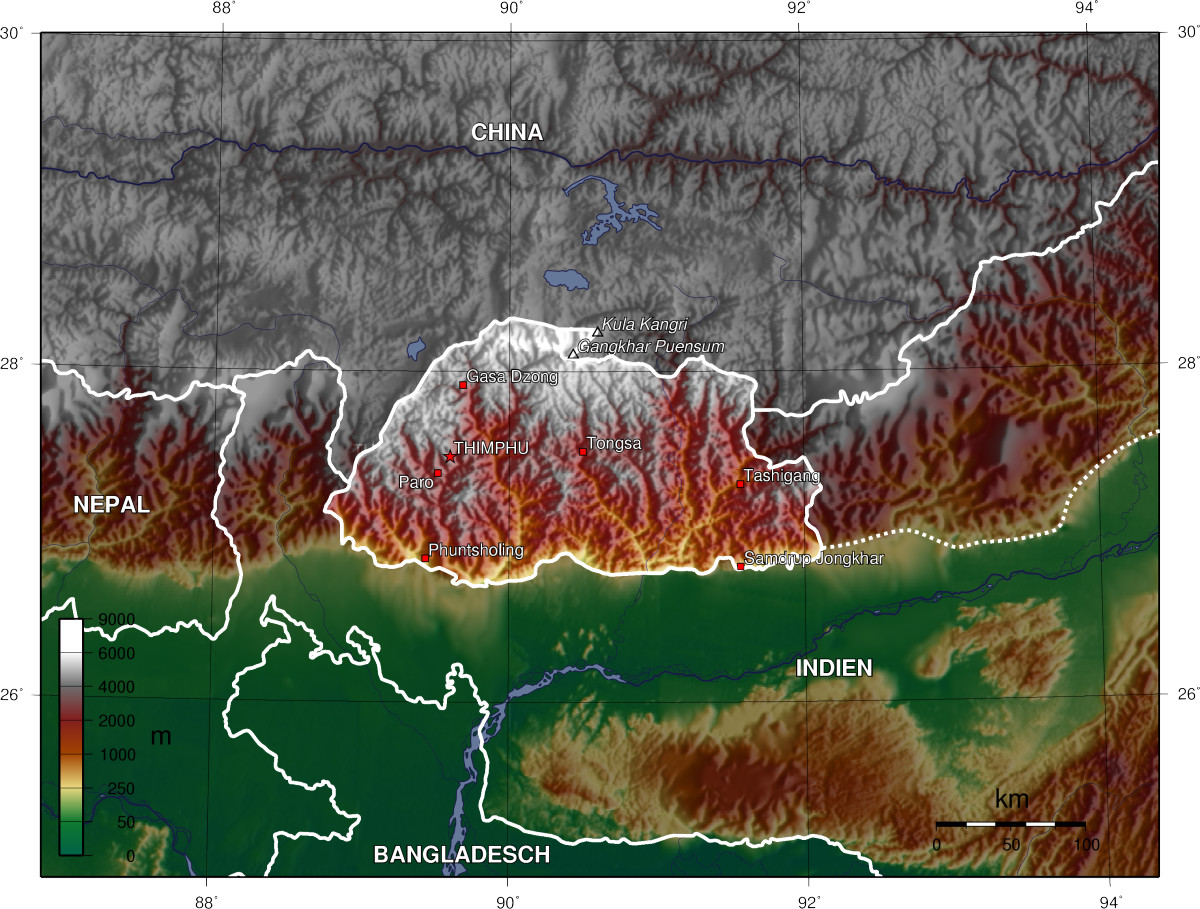
Karte aus dem Jahr 2005
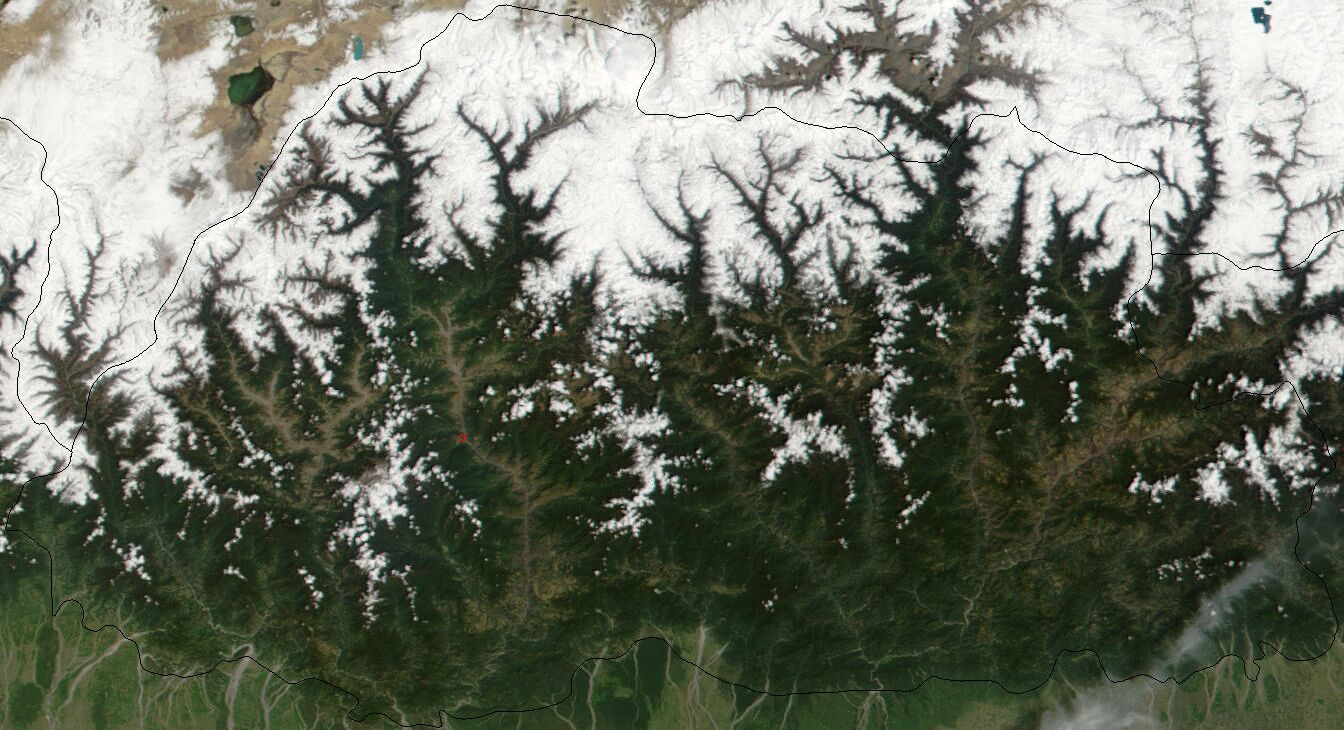
Satellitenbild, aufgenommen im April 2002

### Klima
Bhutan liegt am Rand der Tropen. Das Klima des gesamten Landes ist als Gebirgsklima einzustufen und aufgrund der unterschiedlichen Höhenstufen sehr unterschiedlich. Nach der Köppen-Geiger-Klassifikation herrscht in den Tälern ein monsunbeeinflusstes Regenklima (Cwa) mit heißen und schwülen Sommern, der wärmste Monat liegt im Mittel über 22 °C. An den Berghängen geht dies in Cwb über: Die vier wärmsten Monate liegen über dem 10 °C-Mittel, der wärmste Monat bleibt hingegen unter der 22 °C-Marke. Der kälteste Monat liegt im Mittel über dem Gefrierpunkt. In großen Höhen herrscht Tundrenklima (ET) mit strengen Wintern und kühlen Sommern: Der wärmste Monat liegt im Mittel zwischen 0 und 10 °C. Besonders in den südlichen Gebieten des Landes kommt es während der Regenzeit häufig zu Überschwemmungen.

### Fauna
Die zum großen Teil unberührten Wälder Bhutans beherbergen eine große Zahl geschützter und seltener Tier- und Pflanzenarten. So wurden beispielsweise Tiger in Bhutan in einer Höhenlage von über 4000 Meter gesichtet. Die Tigerpopulation wurde im Jahr 2015 auf etwa 100 Exemplare geschätzt. Auch der Leopard, der Schneeleopard, der Nebelparder und der Kragenbär leben als weitere Fleischfresser in der Region. Der Serau, das Gelbbauch-Moschustier, das Blauschaf, Hirsch-Arten und Waran-Arten sind die wichtigen Beutetiere der Raubtiere. Auch einige Herden des Asiatischen Elefanten sind in den Wäldern Bhutans zu finden. Da jede Klimazone über eine eigene Flora und Fauna verfügt, findet man in Bhutan auf kleinstem Raum eine enorme Artenvielfalt, da die verschiedenen Höhenstufen unterschiedliche Artenspektren aufweisen. Es finden sich tropische Arten in den Tälern (z. B. Elefant), Arten der gemäßigten Zone (beispielsweise Hirsch-Arten, Wolf) in den mittleren Höhen wie auch Hochgebirgsarten (beispielsweise der Schneeleopard, das Wildschaf) in den Bergen bis in Höhenlagen von über 5000 Meter. Die Herpetofauna (Amphibien und Reptilien) ist ebenso vielfältig – Krokodilmolche (Tylotriton) finden sich ebenso wie die Königskobra, die Bambusottern (Trimeresurus) und Waran-Arten. Die Himalaya-Zone ist für Vogelkundler interessant durch eine Vielzahl von Fasan-Arten, Kranich-Arten und Geier-Arten. Im Vorhimalaya ist der im englischen Sprachgebrauch als Bhutan Glory (Bhutans Glanz) bezeichnete und zu den Ritterfaltern zählende farbenprächtige Tagschmetterling Bhutanitis lidderdalii beheimatet.
Bhutan hat große Flächen als Nationalparks ausgewiesen: Im Phibsoo Wildlife Sanctuary gibt es den Tiger, den Nebelparder, den Goldlangur (eine Affenart), den Gaur (das größte Wildrind der Erde), den Asiatischen Elefanten und Nashornvogel-Arten. Der Jigme-Dorji-Nationalpark beherbergt das Blauschaf, den Schneeleoparden, den Takin, den Serau, den Kleinen Panda, den Tiger und den Kragenbären. Der Jigme-Singye-Wangchuck-Nationalpark ist die Heimat von Serau, Kleinen Panda, Tiger, Kragenbär, Nebelparder, Goldlangur, Schwarzhalskranich, Satyrtragopan und Nashornvogel-Arten. Der grenzüberschreitende Royal-Manas-Nationalpark liegt teilweise in Indien. In ihm gibt es noch eine stabile Population des Panzernashorns. Man findet dort auch den Tiger, den Kragenbären, den Nebelparder, den Goldlangur, den Gaur, den Asiatischen Elefanten sowie verschiedene Arten von Nashornvögeln. Der Thrumshingla-Nationalpark ist bekannt für Serau, Kleinen Panda, Tiger, Kragenbär, Kappenlangur, Satyrtragopan und Nashornvogel-Arten. Das Bumdeling Wildlife Sanctuary beherbergt das Blauschaf, den Schneeleoparden, den Serau, den Kleinen Panda, den Tiger, den Kragenbären, den Kappenlangur, den Schwarzhalskranich, den Satyrtragopan und Nashornvogel-Arten. Zu den genannten kommt noch der weitverbreitete Indische Leopard.

### Klima- und Umweltschutz
Bhutan ist Stand 2023 der einzige Staat der Erde, der mehr Kohlendioxid aus der Atmosphäre aufnimmt, als er in sie ausstößt.
In seiner Verfassung hat Bhutan den Umweltschutz festgeschrieben. Bhutan verfügt über einen einmaligen Naturreichtum. Bereits in den Schulen wird bei den Kindern das Umweltbewusstsein gefördert. Wegen der relativ geringen Bevölkerungsdichte und der zerklüfteten Berglandschaft wird im Vergleich zu anderen Ländern der Region nur ein kleiner Teil der Fläche für die Landwirtschaft genutzt. Etwa zwei Drittel des Landes sind bewaldet. Die Wälder werden ökologisch nachhaltig genutzt, Brandrodung ist verboten und wird bestraft. Als Nationalparks und Tierreservate sind 26 Prozent des Landes geschützt. Bhutan hat sich dazu verpflichtet, dauerhaft CO2-neutral zu bleiben. Im Jahr 2013 wies es sogar eine CO2-negative Bilanz auf.
Bhutan nutzt 6,5 Prozent seines Wasserkraftpotentials, das auf 24.000 Megawatt geschätzt wird. Der Export von grünem Strom aus Wasserkraft ist eine wichtige Einnahmequelle für Bhutan.
Bhutan hat ein Umweltproblem mit Plastikmüll. So ist das Abfallvolumen durch veränderte Konsumgewohnheiten erheblich gestiegen. Seit 2019 sind zwar Kunststofftüten verboten, doch ist die landesweite Durchsetzung und Kontrolle noch ein Problem.
Abfallwirtschaft
Königin Jetsun Pema engagiert sich für einen hochwertigen Umweltschutz und eine gute Abfallwirtschaft in Bhutan. Die Mülldeponien in Bhutan sind überlastet, und die Abfallwiederverwertung kann nur dürftig durchgeführt werden. Am 23. Januar 2020 wurde deshalb das Zero Waste Bhutan-Programm gestartet. Bis 2030 soll ein abfallfreies Bhutan verwirklicht werden. In der Umsetzung plant man eine effektive Trennung von Müll, eine maximale Materialrückgewinnung (Recycling), so dass der absolute Abfallanteil nur noch bei einem Fünftel liegen soll. Dazu bedarf es nicht nur einer besseren Aufklärung und einer Sensibilisierung der Bevölkerung, sondern auch erheblicher Investitionen, die das Land nicht alleine stemmen kann. Am 23. April 2022 stellten die japanische Regierung und das japanische Volk vier Mülldeponien, 28 Müllverdichter, drei Muldenkipper, zwei Baggerlader, einen Bagger und eine Planierraupe sowie 24 Container im Wert von rund 3,9 Millionen US-Dollar zur Verfügung. Am 25. April 2023 erhielt die königliche Regierung von Bhutan zur Unterstützung drei neue Müllverdichter-LKW von der Regierung der Republik Korea gespendet.
Zur Unterstützung des Programms wurde am 13. Dezember 2022 die Mobile App Zero Waste Bhutan APP eingeführt. Die App dient als Plattform zur Verbreitung von Informationen zu abfallbezogenen Einrichtungen und Dienstleistungen. Weiterhin dient die App zur Verfolgung von Abfallvergehen. Jeder Einzelne, auch die breite Öffentlichkeit, kann sich registrieren und eine bürgernahe Polizeirolle bei der Bekämpfung der immer größer werdenden Abfallprobleme übernehmen und gleichzeitig 30 % des Bußgeldbetrags als Anreiz für die Meldung authentischer Verstöße erhalten. Zu diesem Zweck verfügt die App über eine Schnittstelle zur Zahlung von Bußgeldern.

### Städte
Im Jahr 2023 lebten 44 Prozent der Einwohner Bhutans in Städten. Die größten Städte sind (Stand 30. Mai 2017):
- Thimphu (114.551 Einwohner),
- Phuentsholing (27.658 Einwohner),
- Paro (11.448 Einwohner)
- Gelephu (9.858 Einwohner).

## Bevölkerung

### Demografie

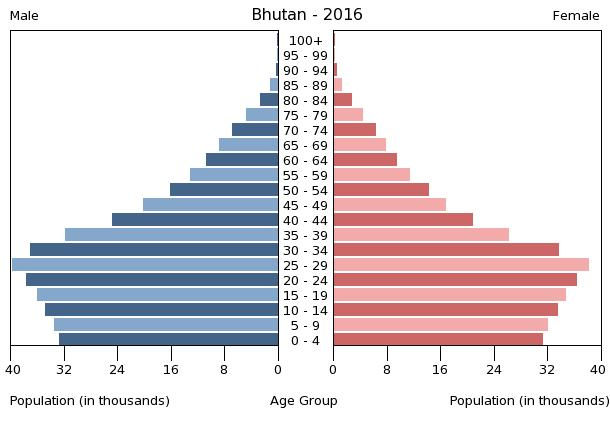
Bevölkerungspyramide Bhutan 2016

Bhutan hatte 2022 782.000 Einwohner. Das jährliche Bevölkerungswachstum betrug + 0,6 %. Zum Bevölkerungswachstum trug ein Geburtenüberschuss (Geburtenziffer: 12,3 pro 1000 Einwohner vs. Sterbeziffer: 6,4 pro 1000 Einwohner) bei. Die Anzahl der Geburten pro Frau lag 2022 statistisch bei 1,4, die der Region Süd-Asien betrug 2,2. Der Median des Alters der Bevölkerung lag im Jahr 2021 bei 28,2 Jahren. Im Jahr 2023 waren 21,5 Prozent der Bevölkerung unter 15 Jahre, während der Anteil der über 64-Jährigen 6,4 Prozent der Bevölkerung betrug.
| Jahr | Einwohnerzahl | Jahr | Einwohnerzahl |
| ---- | ------------- | ---- | ------------- |
| 1950 | 176.000       | 2000 | 573.000       |
| 1960 | 223.000       | 2010 | 686.000       |
| 1970 | 298.000       | 2020 | 773.000       |
| 1980 | 409.000       | 2021 | 756.129       |
| 1990 | 537.000       | 2022 | 782.000       |

### Bevölkerungsstruktur

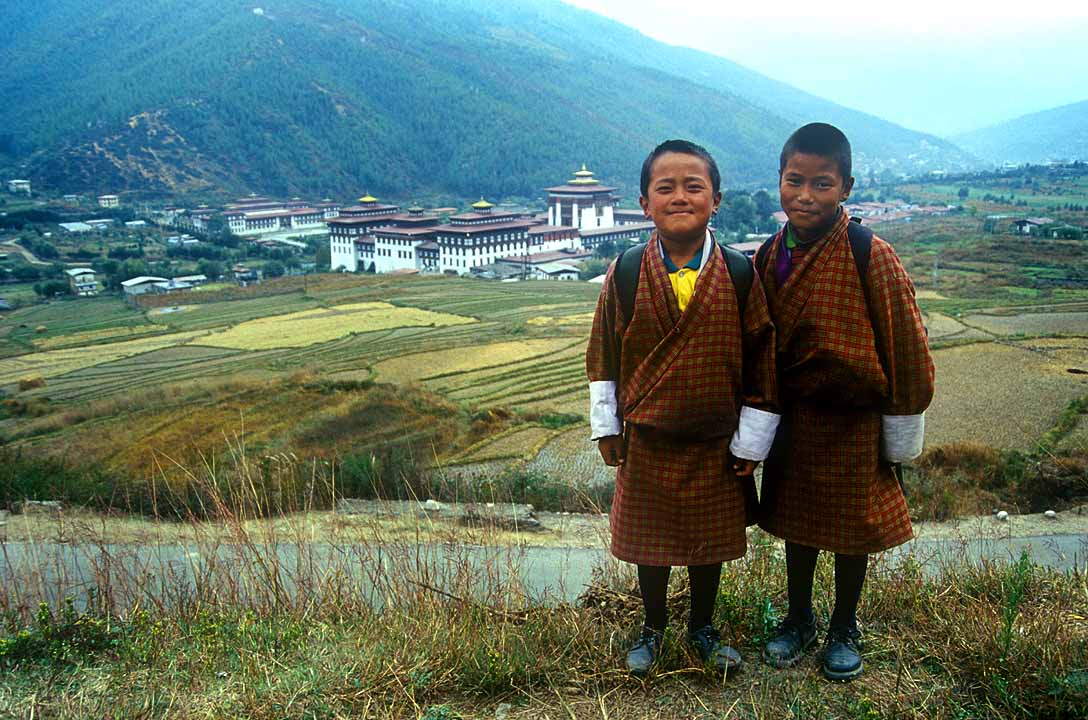
Kinder vor dem königlichen Palast von Thimphu

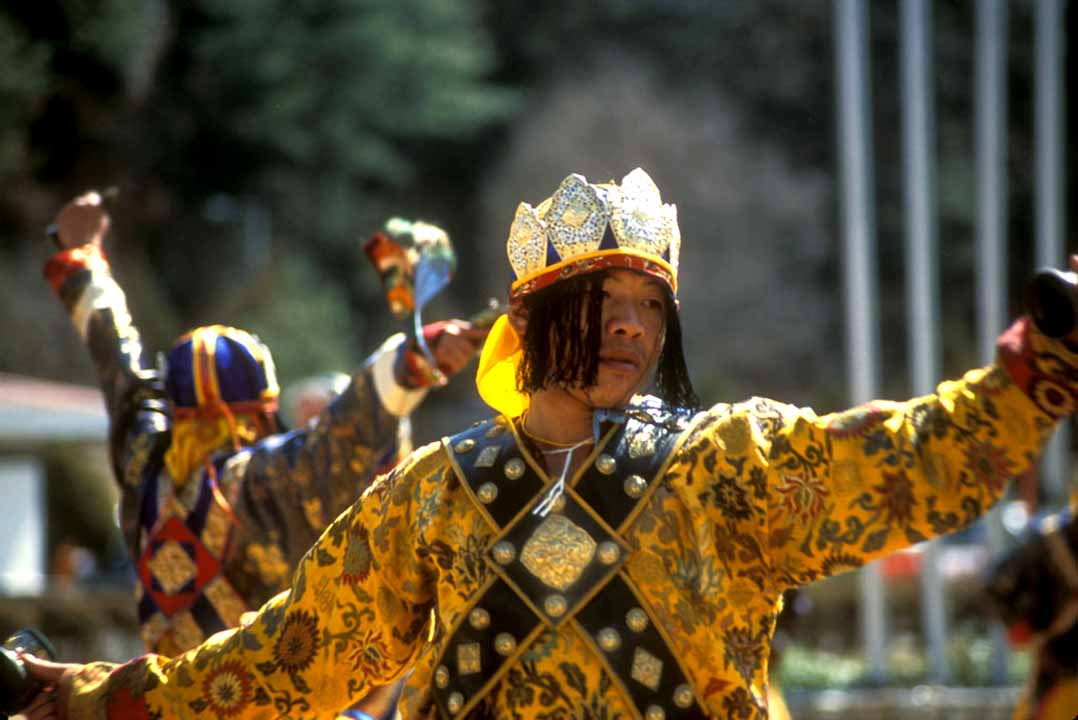
Tänzer

Die Bevölkerung Bhutans setzt sich aus drei Gruppen zusammen: den im westlichen Hochland lebenden, im Mittelalter aus Tibet eingewanderten Ngalongs, einer Schicht, der auch das Königshaus angehört, und den im östlichen Bergland lebenden, ethnisch den Bergstämmen Nord-Ost-Indiens nahestehenden Sarchops, wobei beide Gruppen durch ihre Zugehörigkeit zum Buddhismus verbunden sind, sowie als dritte Gruppe den im Tiefland an der indischen Grenze überwiegenden Süd-Bhutanern (nepalische Bhutaner oder Lhotshampas). Etwa drei Viertel der Bevölkerung gehören zum tibetischen Völkerkreis.
Die Nepalis hatten sich bereits seit Ende des 19. Jahrhunderts im Süden Bhutans angesiedelt und zwar zunächst mit Einwilligung der Regierung, die auf zusätzliche Arbeitskräfte angewiesen war. Im Jahre 1958 wurden die Grenzen geschlossen. Ein Staatsbürgerschaftsgesetz aus demselben Jahr eröffnete den in Südbhutan ständig lebenden ethnischen Nepalis die Möglichkeit, die Staatsangehörigkeit Bhutans zu erwerben. Auch nach 1958 sind gleichwohl weitere Nepalis in den Süden Bhutans eingewandert. Der Bevölkerungszufluss, insbesondere aus dem dichtbesiedelten Nepal, aber auch aus Indien, war nicht zu kontrollieren.
Eine Volkszählung im Jahr 1980 ergab ein Anwachsen des nepalischen Bevölkerungsanteils auf über 50 Prozent. Dies löste in der herrschenden Schicht Bhutans die Befürchtung aus, dass die traditionelle tibeto-buddhistische Kultur des Landes überfremdet und die Monarchie durch eine von der nepalischen Bevölkerungsgruppe getragene Demokratie gefährdet werde.
Im Jahre 1985 wurde ein neues Staatsbürgerschaftsgesetz erlassen, das die Anerkennung als bhutanische Staatsangehörige vom erneuten Nachweis des ständigen Wohnsitzes vor dem 31. Dezember 1958 abhängig machte. Auch materiell-rechtlich nahm das Gesetz von 1985 einen rückwirkenden, belastenden Eingriff in die Staatsbürgerstellung vor. Dadurch wurde eine große Anzahl der nepalischen Volkszugehörigen in plötzliche Beweisnot gebracht; für sie bestand die Gefahr, zu Ausländern und illegalen Einwanderern erklärt zu werden.
Seit 1988 betreibt die Regierung eine Politik der kulturellen Assimilierung. Diese auch als „Bhutanisierung“ bezeichnete Politik bestand in einer verstärkten Betonung des Staatsgrundsatzes von tsa wa sum (Einheit der drei Elemente: König, Regierung und Königreich oder Land) und der Auferlegung kultureller Assimilationspflicht an die Ngalong-Traditionen in Gestalt eines Gebots, den herkömmlichen Verhaltenskodex der herrschenden Gruppe zu befolgen, die nationale Kleidung der ethnischen Bhutaner zu tragen und die Sprache der Ngalongs als alleinige Amtssprache zu benutzen.
In der folgenden Zeit kam es zu erheblichen Unruhen in Südbhutan, denen die Regierung mit einem verstärkten Einsatz von Armee und Polizei begegnete. Seit Mitte 1991 begann eine Kampagne der Einschüchterung und Vertreibung, entweder aufgrund fehlender oder nicht nachweisbarer Staatsangehörigkeit oder unter Abnötigung „freiwilliger“ Auswanderungserklärungen. Eine große Anzahl der nepalischen Volkszugehörigen – insgesamt etwa 100.000 – flüchteten nach Nepal, wo sie in Flüchtlingslagern leben.
Die im Exil lebenden Bhutaner nepalischer Volkszugehörigkeit gründeten 1990 die Bhutan Peoples Party (B.P.P.), die die Interessen der Südbhutaner vertritt. Auf dem Höhepunkt der Auseinandersetzung in Südbhutan in den Jahren 1990 bis 1992 wurde Mitgliedern und Sympathisanten der B.P.P. ein sogenanntes „NOC“ (No Objection Certificate), das für den Zugang zu Schulen, höherer Bildung und Berufen des öffentlichen Dienstes erforderlich ist, verweigert. Im Februar 1992 wurde diese Praxis wieder aufgegeben. Mitglieder und Anhänger der B.P.P. wurden inhaftiert und auch misshandelt. In einigen hundert Fällen konfiszierten Regierungstruppen den Grundbesitz von Personen, die als Staatsfeinde eingestuft wurden, brannten ihre Häuser nieder oder verwüsteten sie.

### Religion

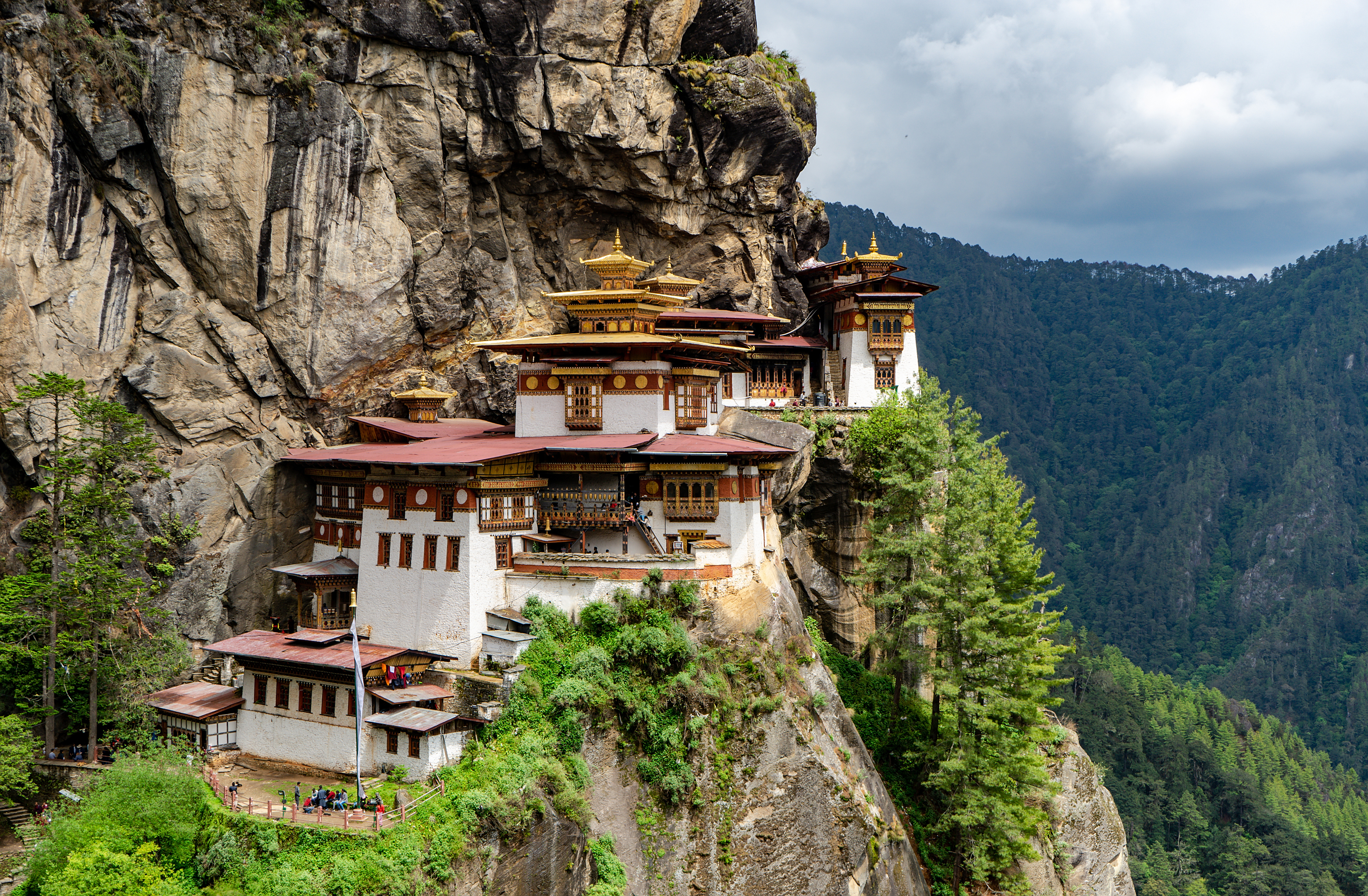
Kloster Taktsang, auch bekannt als „Nest des Tigers“

Die Staatsreligion, der etwa 72 % der Bevölkerung anhängen, ist die tantrische Form des Mahayana-Buddhismus, verteilt auf die Drugpa-Kagyü und die Nyingma. Bhutan ist das einzige Land, das den Mahayana-Buddhismus als Staatsreligion praktiziert. Es handelt sich um eine Form, die auch dem tibetischen (Vajrayana) nahesteht. Daneben hat sich, vor allem durch indische und nepalische Immigranten, auch der Hinduismus (27 %) in Bhutan etabliert. Es gibt ferner auch Minderheiten von Muslimen (1 %) und Christen in Bhutan (mit den zehn Gemeinden, die zur Diözese Osthimalaya der Church of North India gehören, als der größten Gemeinschaft, sowie der Römisch-katholischen Kirche in Bhutan).
Die Staatsgründung Bhutans im 17. Jahrhundert durch Shabdrung Ngawang Namgyel (zhab-drung ngag-dbang rnam-rgyal 1616–1651), den Abt eines Drukpa-Kagyü-Klosterordens in Tibet, ist eng mit dem Buddhismus verbunden. Der Bau der Klosterburgen (Dzongs) in Bhutan diente der militärischen Verteidigung gegen den rivalisierenden Gelugpa-Klosterorden, der wiederholt versuchte, seinen machtpolitischen Einfluss auf Bhutan auszudehnen. Unter König Jigme Dorje Wangchuck verloren die Drukpa-Klöster ihren Grundbesitz, den die Regierung an landlose Bauern verteilte. Finanzielle Zuwendungen aus dem Staatshaushalt stellen die Existenz der Klöster sicher. In der Nationalversammlung sind ferner 15 Sitze für Vertreter des Klerus reserviert, die von einem buddhistischen Gremium bestimmt werden. Das spirituelle Oberhaupt des Drukpa-Klosterordens ist der Je Khenpo; er genießt neben dem König eine hohe Stellung im politischen System Bhutans. Neben den Drukpa sind auch die Nyingma-Tradition nach Pema Lingpa und die Drigung-Kagyü-Schule in Bhutan vertreten. Die Königsfamilie von Bhutan stammt von Pema Lingpa ab.

### Bildungssystem
Bis zur großen Bildungsreform in den 1960er Jahren waren die buddhistischen Tempel die maßgeblichen Bildungseinrichtungen. Erste höhere staatliche Bildungseinrichtung war das 1968 gegründete Teacher Training Institute zur Ausbildung von Lehrkräften, dem heutigen Samtse College of Education.
In den folgenden Jahren folgten noch acht weitere Institute, die 2003 in der dezentral organisierten Royal University of Bhutan zusammengefasst wurden.

### Gesundheit
Die Gesundheitsausgaben des Landes betrugen im Jahr 2021 3,85 % des Bruttoinlandsprodukts. Im Jahr 2022 praktizierten in Bhutan 5,5 Ärzte je 10.000 Einwohner. Die Sterblichkeit bei unter 5-jährigen betrug 2021 24 pro 1000 Lebendgeburten. Die Lebenserwartung der Einwohner Bhutans ab der Geburt lag 2022 bei 72,2 Jahren (Frauen: 74,2, Männer: 70,6).

## Geschichte
Über die Geschichte der ursprünglichen Bewohner des Landes, die Thepu, liegen keine schriftlichen Aufzeichnungen vor. Belegt ist, dass im 8. Jahrhundert n. Chr. indische Missionare den Buddhismus in das damals hinduistische Feudalfürstentum brachten, das im folgenden Jahrhundert unter tibetische Herrschaft geriet. Die indisch-hinduistischen Einflüsse wurden gewaltsam beseitigt und der Buddhismus in Gestalt des tibetischen Lamaismus im 12. Jahrhundert zur Staatsreligion erklärt. Damals entstanden viele Klöster, die zu Stützen der feudalen Gesellschaft wurden. Aus der Mischung von Thepu und Tibetern entwickelte sich das Volk der Bhotija.

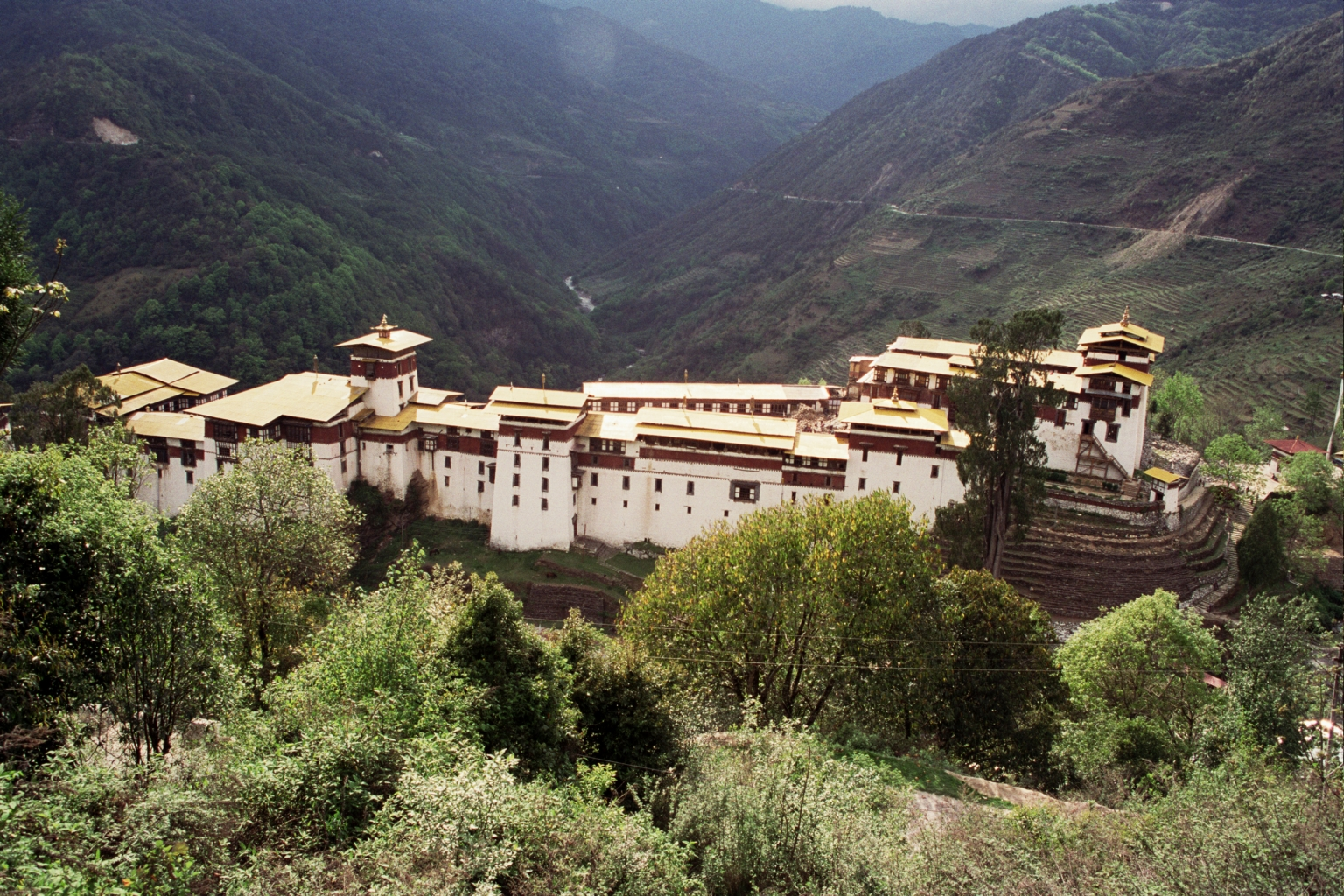
Dzong (Festung) von Trongsa

Shabdrung Ngawang Namgyel, der nach Bhutan flüchten musste, da seine Anerkennung als Wiedergeburt des Pema Karpo (pad-ma dkar-po) von dem Tsang Desi abgelehnt wurde, gelang während seiner Herrschaft ab 1616 die Einigung der bis dahin unabhängigen Fürstentümer des Landes zu einem theokratischen Reich. Der in Tibet geborene religiöse Würdenträger wird als der Gründer des Staates und als Stifter bhutanischer Identität angesehen. Mit seinen kulturellen Errungenschaften – er gliederte alle Regionen des Landes in ein schriftlich verwaltetes Reich – legte er den Grundstein zur heutigen bhutanischen Gesellschaft. Der Staat erhielt den bis heute gültigen Namen Druk Yul (Land der Drachen). 1627 kamen die Portugiesen João Cabral und Estêvão Cacella als erste Europäer nach Bhutan und waren vermutlich die ersten Ausländer, mit denen Shabdrung Ngawang Namgyel zusammentraf. Ihre Berichte sind die einzigen westlichen Dokumente über ihn. Nach seinem Tod 1651 geriet das Land in Anarchie, wehrte sich jedoch erfolgreich 1710 und 1730 gegen Angriffe durch die verbundenen tibetisch-mongolischen Truppen. Die Staatsgewalt wurde formell zwischen einem geistlichen Oberhaupt (rgyal-tshab; von britisch-indischen Autoren als Dharma Raja bezeichnet) und einem weltlichen Oberhaupt (sde srid phyag-mdzod, von britisch-indischen Autoren als Deb Raja bezeichnet) geteilt, praktisch lag sie aber in den Händen der Priester (Lamas). Diese stellten die Statthalter (Pönlop), die die Steuern und Abgaben von den Bauern eintrieben und die Gerichtsbarkeit ausübten. Zwischen den feudalen Machtgruppen kam es immer wieder zu Kämpfen, in die sich von Tibet aus sowohl der Dalai Lama als auch der Penchen Lama einmischten.
1772 begann der fast hundertjährige Grenzkonflikt mit der britischen Ostindien-Kompanie. Nach der Eroberung Assams im Jahre 1826 erstrebte die britische Kolonialmacht die direkte Kontrolle der Grenzpässe und okkupierte 1864 und 1865 (Vertrag von Sinchula) den Bezirk Dewangiri und andere Gebiete Bhutans. Mit britischer Unterstützung riss 1895 der Statthalter Ugyen Wangchuk die Herrschaft an sich. 1907 wurde er in Punakha zum König gewählt und führte die erbliche Maharadschawürde ein (Wangchuk-Dynastie). Im Vertrag von 1910 erkannte Großbritannien formell die Unabhängigkeit Bhutans an, behielt sich aber die Kontrolle der Außenpolitik vor.
Am 8. August 1949 schloss Bhutan mit Indien einen Freundschaftsvertrag, demzufolge Indien die außenpolitischen Beziehungen Bhutans wahrnimmt und Wirtschaftshilfe (Bau von Straßen und Kraftwerken) leistet. Ein indischer politischer Resident hatte seinen Sitz in Gangtok (Sikkim). Gegen die gemäßigten Reformen des Königs Jigme Dorje Wangchuck (Regierungszeit 1952–1972) und dessen Anlehnung an Indien richtete sich eine von Offizieren und Beamten geführte Verschwörung (5. April 1964 Ermordung des Ministerpräsidenten Jigme Dorji; 1. August 1965 fehlgeschlagenes Attentat auf den König).
Im November 1964 übernahm der König die gesamte Staatsgewalt. Das 1953 geschaffene Parlament (Tsongdu) erhielt 1968, als Bhutan konstitutionelle Monarchie wurde, gewisse Gesetzgebungsrechte. Der königliche Rat und der Ministerrat bilden die Exekutive. Politische Parteien blieben bis 2007 verboten. Unter König Jigme Dorje Wangchuk wurden die Privilegien der Lamas eingeschränkt und Maßnahmen zum Abbau der feudalen Verhältnisse eingeleitet (Abschaffung der Leibeigenschaft, Vorbereitung einer Landreform zur Beschränkung des Großgrundbesitzes auf 120 Hektar, Beginn staatlicher Fünfjahrespläne, Entwicklung des Bildungswesens, Verleihung des Bürgerrechts an den nepalesischen Bevölkerungsteil). Am 21. September 1971 erlangte Bhutan die völkerrechtliche Anerkennung (Aufnahme in die Vereinten Nationen) der de facto schon zuvor bestehenden Eigenstaatlichkeit.
Nach dem Tode Jigme Dorje Wangchuks 1972 wurde Kronprinz Jigme Singye Wangchuck zum neuen König ausgerufen, seine offizielle Krönung erfolgte erst am 2. Juni 1974.
1981 erfolgte die Ausweisung tibetischer Flüchtlinge, die eine Annahme der bhutanischen Staatsbürgerschaft ablehnten.
Politischer Widerstand gegen ein im Jahre 1985 eingeführtes Staatsbürgerschaftsgesetz war 1990 der Grund für die Unruhen und die Vertreibung von mehr als 100.000 nepalesischen Bhutanern (Lhotshampas) aus Südbhutan nach Nepal. Im August 1998 beschränkte König Jigme Singye Wangchuck gegen den Willen des Parlaments seine eigene Macht und unterstellte sich der Autorität des Parlaments.
Für 2008 verkündete der König die Einführung einer Verfassung, mit dem Ziel, Bhutan zu einer demokratisch-konstitutionellen Monarchie zu machen. Seitdem sollten sich im Land politische Parteien konstituieren dürfen und das Land von gewählten Volksvertretern regiert werden. Der König selbst hatte angekündigt, mit Einführung der Verfassung zurückzutreten.
Überraschend dankte König Jigme Singye Wangchuk, der das Land seit der Unabhängigkeit autokratisch regiert hatte, jedoch schon am 14. Dezember 2006 im Alter von 51 Jahren zugunsten seines Sohnes Jigme Khesar Namgyel Wangchuck ab. Gründe für den ursprünglich erst für 2008 vorgesehenen Wechsel wurden nicht bekannt. In seiner ersten Ansprache erklärte der 26-jährige König, die demokratische Entwicklung des Landes voranbringen zu wollen. Die erste Auslandsreise des neuen Königs führte im Februar 2007 nach Indien, wo ein revidierter Freundschaftsvertrag abgeschlossen wurde, wodurch Bhutan nun außenpolitisch und rüstungswirtschaftlich voll souverän wurde. Am 6. November 2008 wurde Jigme Khesar Namgyel Wangchuk zum 5. Drachenkönig gekrönt. Zukünftig sollen alle Könige an ihrem 65. Geburtstag die Krone an den Thronfolger abgeben.

## Politik
Seit der Unterzeichnung der Verfassung durch den König am 18. Juli 2008 ist Bhutan auch formal eine konstitutionelle Monarchie. Das politische System Bhutans entspricht seit den Wahlen zum Oberhaus 2007 und Unterhaus 2008 erstmals westlichen Vorstellungen einer Demokratie. Bhutan orientierte sich stark am Westminster-System und am Beispiel des Parlamentsmodells des Vereinigten Königreichs. Daher gibt es in Bhutan ebenfalls ein Zwei-Kammer-System, mit dem Nationalrat als Oberhaus und der Nationalversammlung als Unterhaus.

### Legislative (Parlament)
Die Geschichte der Legislative beginnt mit der Nationalversammlung (Tshogdu), welche erstmals 1953 auf Initiative von König Jigme Dorje Wangchuck geschaffen wurde. Sie bestand aus 150 Mitgliedern, die jedoch nicht direkt von der Bevölkerung gewählt wurden, sondern 105 Mitglieder wurden von Dorfvorstehern gewählt (die Kandidaten werden von einflussreichen Familien der Dörfer vorgeschlagen), 35 wurden vom König ernannt sowie 10 vom buddhistischen Klerus entsandt. Die Abgeordneten (Chimis) wurden für drei Jahre gewählt. Die Nationalversammlung erfüllte weitgehend eine Akklamationsfunktion. Eine Opposition existierte nicht.
1953 erhielten Frauen ein eingeschränktes aktives Wahlrecht auf nationaler Ebene: Es gab nur eine Stimme pro Haushalt. Erst neue gesetzliche Regelungen (Royal Decree vom 30. Juni 2007, Election Act of the Kingdom of Bhutan 2008, Public Election Fund Act of the Kingdom of Bhutan 2008, eine neue Verfassung, die vom Parlament am 21. Juli 2008 angenommen wurde) garantierten ein allgemeines Wahlrecht. Auf lokaler Ebene ist nur eine Stimme pro Familie erlaubt (Stand 2007), was zur Folge hat, dass Frauen in der Praxis oft von der Wahl ausgeschlossen sind.
Am 24. Dezember 2008 wurde eine neue Nationalversammlung gewählt, die die Rolle der Legislative übernommen hat und sich anders zusammensetzte als in den Jahren zuvor: Sie bestand nunmehr aus 47 gewählten Volksvertretern, die keiner Kontrolle durch ein anderes Verfassungsorgan unterworfen und kaum durch verfassungsrechtliche Regelungen eingeschränkt waren. In der Nationalversammlung saßen Abgeordnete aus zwei Parteien. Die Parlamentsabgeordneten werden in einem Wahlgang unter verschiedenen Parteien ermittelt. Die Legislaturperiode beträgt 5 Jahre, die Abgeordneten werden nach Mehrheitswahlrecht in Wahlkreisen gewählt.
Die andere Kammer des Parlaments, der Nationalrat bzw. Gyelyong Tshogde, hat 25 Mitglieder, davon 5 durch den König ernannt. Die Mitglieder im Nationalrat dürfen jedoch keiner Partei angehören. Der Nationalrat besitzt in der Gesetzgebung lediglich ein aufschiebendes Veto; er ist jedoch am Gesetzgebungsprozess beteiligt. Zur Erarbeitung von politischen Konzepten und Gesetzgebungsprozessen sind daher in beiden Kammern Ausschüsse und Arbeitsgruppen vorhanden.
| Wahltermin                           | Partei für Frieden und Wohlstand (DPT) | Volksdemokratische Partei (PDP) | Druk Nyamrup Tshogpa | Bhutan Tendrel Party |
| ------------------------------------ | -------------------------------------- | ------------------------------- | -------------------- | -------------------- |
| 24. März 2008                        | 45                                     | 02                              |                      |                      |
| 31. Mai und 13. Juli 2013            | 15                                     | 32                              |                      |                      |
| 15. September und 18. Oktober 2018   | 17                                     | 0                               | 30                   |                      |
| 30. November 2023 und 9. Januar 2024 | 0                                      | 30                              | 0                    | 17                   |

### Exekutive (Regierung)
Die Regierung Bhutans setzte sich 2003 bis 2008 aus zehn Ministern zusammen, die von der Nationalversammlung gewählt werden. Der Premierminister wurde gemäß einem Rotationsverfahren unter den Ministern ernannt. Die Amtszeit der Regierung betrug fünf Jahre.
Nach der Wahl im Jahre 2013 löste Tshering Tobgay (PDP) Jigme Thinley (DPT) als Ministerpräsident ab. 2018 wurde Lotay Tshering (DNT) Ministerpräsident.

### Staatsoberhaupt
Staatsoberhaupt ist der König (Druk Gyalpo) Jigme Khesar Namgyel Wangchuck. Er ist seit der Abdankung seines Vaters Jigme Singye Wangchuck im Jahr 2006 Amtsinhaber und wurde im Jahr 2008 von seinem Vater zum „Drachenkönig“ gekrönt.
Die Nationalversammlung kann dem König mit einer Zwei-Drittel-Mehrheit das Misstrauen aussprechen und diesen zum Rücktritt (zugunsten seines Thronfolgers) zwingen.

### Politische Parteien
Parteien waren bis zum Jahr 2007 in Bhutan verboten. Oppositionsgruppen hatten sich in Nepal und Indien gebildet. Die Forderungen der Exil-Opposition konzentrieren sich auf die Gleichberechtigung aller ethnischen Gruppen, die Einführung eines demokratischen Mehrparteiensystems und eine Revidierung des Staatsbürgergesetzes von 1985.
2003 wurde ein neues Wahlgesetz verabschiedet, das allen bhutanischen Staatsbürgern ab 21 Jahren das Wahlrecht zugestand. Der im März 2005 vorgelegte Verfassungsentwurf sah eine Zulassung politischer Parteien vor, eine Änderung des kontroversen Staatsbürgergesetzes sollte hingegen nicht erfolgen. 2007 wurden erstmals Wahlen für das Oberhaus, den Nationalrat, abgehalten und im März 2008 wurde erstmals das Unterhaus, die Nationalversammlung, gewählt. Dabei erhielt die Bhutanische Partei für Frieden und Wohlstand (Druk Phuensum Tshogpa, DPT) 45 der 47 vergebenen Parlamentssitze. Mit der Wahl war die vom neuen König Jigme Khesar Namgyel Wangchuck fortgesetzte Demokratisierung abgeschlossen und Bhutan zu einer konstitutionellen Monarchie geworden.

### Politische Indizes
| Name des Index                     | Indexwert    | Weltweiter Rang | Interpretationshilfe | Jahr |
| ---------------------------------- | ------------ | --------------- | --- | ---- |
| Fragile States Index               | 64,5 von 120 | 98 von 179      | Stabilität des Landes: Warnung 0 = sehr nachhaltig / 120 = sehr alarmierend Rang: 1 = fragilstes Land / 179 = stabilstes Land | 2024 |
| Demokratieindex                    | 5,65 von 10  | 79 von 167      | Hybridregime 0 = autoritäres Regime / 10 = vollständige Demokratie                                                            | 2024 |
| Freedom in the World Index         | 68 von 100   | —               | Freiheitsstatus: frei 0 = unfrei / 100 = frei                                                                                 | 2024 |
| Rangliste der Pressefreiheit       | 32,6 von 100 | 152 von 180     | Sehr ernste Lage für die Pressefreiheit 100 = gute Lage / 0 = sehr ernste Lage                                                | 2025 |
| Korruptionswahrnehmungsindex (CPI) | 72 von 100   | 18 von 181      | 0 = sehr korrupt / 100 = sehr sauber                                                                                          | 2024 |

### Innenpolitik
Der von König Jigme Dorje Wangchuck (Regierungszeit: 1952–1972) eingeleitete innenpolitische Reformprozess (Einberufung einer Nationalversammlung, Aufhebung der Leibeigenschaft, Aufnahme Bhutans in die Vereinten Nationen) war eine Reaktion auf politische Ereignisse und Veränderungen im regionalen Umfeld Bhutans. Mit der politischen Unabhängigkeit Indiens (1947), der Gründung der Volksrepublik China (1949), der Besetzung von Tibet (1951), der Flucht des Dalai Lama (1959) und dem indisch-chinesischen Grenzkrieg (1962) wurde deutlich, dass die Phase der jahrhundertelangen (selbstgewählten) Isolation Bhutans beendet werden musste.
Der Sturz des Fürsten von Sikkim (1973), politische Unruhen/Forderungen von Nepalis im benachbarten indischen Bundesstaat Westbengalen nach Schaffung eines autonomen Gurkhalandes (1988) sowie der Zusammenbruch der absoluten Monarchie in Nepal (1990/91) verlangten auch in Bhutan weitere (innen-)politische Veränderungen. Der von König Jigme Singye Wangchuck (Regierungszeit: 1972–2006) forciert betriebene Öffnungsprozess hat dabei in den letzten Jahrzehnten zur Herausbildung neuer gesellschaftlicher Interessengruppen geführt. Ihre Einbindung in das politische System Bhutans ist der Hintergrund für den im März 2005 vorgelegten Verfassungsentwurf.
Der König verkündete am 17. Dezember 2005, dass er 2008 zurücktreten werde. Sein Sohn, der Kronprinz Jigme Khesar Namgyel Wangchuck werde 2008 als fünfter König des Landes inthronisiert. Überraschend übernahm der Prinz jedoch bereits am 14. Dezember 2006 die Amtsgeschäfte.
Die bhutanische Rechtsprechung basiert auf dem indischen und dem britischen Common Law.
Bis zur Aufhebung des Verbots im Februar 1999 durch die Nationalversammlung war in Bhutan das Fernsehen verboten gewesen, laut offiziellen Aussagen, um damit die Verwässerung der eigenen Kultur zu verhindern.
Bhutan ist bislang das einzige Land, in welchem ein Anspruch auf das Bruttonationalglück erhoben wird. Im Jahr 2008 wurde erstmals mittels Fragebogen das sogenannte Gross National Happiness (GNH) von staatlicher Seite ermittelt. Dieses wird in unregelmäßigen Abständen alle paar Jahre wiederholt. Siehe dazu auch Bruttonationalglückerhebung.
Da Bhutan seit dem 17. Dezember 2004 ein nikotinfreies Land werden soll, wurde der Handel mit Tabak ab diesem Datum mit hohen Geldstrafen (umgerechnet 175 Euro) belegt und das Rauchen auf öffentlichen Plätzen verboten. Begründet wurde die Maßnahme mit religiösen, gesundheitlichen und wirtschaftlichen Gründen. Das Rauchen von Tabak ist zwar im privaten Umfeld (im eigenen Haus, im Hotelzimmer) noch immer erlaubt, aber es gibt für das eine Prozent Raucher in Bhutan nur noch wenige Möglichkeiten, legal an Tabak zu gelangen. Für den Eigenverbrauch dürfen Tabakwaren in kleinen Mengen aus dem Ausland mitgebracht werden, auf die man allerdings einen Zollzuschlag von 100 Prozent zahlen muss. Während der COVID-19-Pandemie erlaubt Bhutan 2020 vorübergehend wieder den Verkauf von Zigaretten in Duty-free-Shops, damit kein Schmuggel aus dem stark vom Coronavirus betroffenen Indien stattfindet.

### Außenpolitik
Seine geographische Lage als Pufferstaat zwischen der Volksrepublik China im Norden und Indien im Süden setzen dem außenpolitischen Handlungsspielraum Bhutans enge Grenzen.
Die Beziehungen zu Indien waren in der Vergangenheit nicht ohne Spannungen. Der Bau strategischer Straßen im Lande in den 1960er Jahren erfolgte auf Drängen Indiens. Militärisch besteht eine enge Zusammenarbeit (u. a. Waffenlieferungen, Ausbildungshilfe). Wirtschaftlich sind beide Länder eng miteinander verflochten: die Währungen Indiens und Bhutans sind im Verhältnis 1:1 aneinander gekoppelt. Der Beitritt Bhutans zu internationalen Organisationen (UNO, Bewegung der Blockfreien Staaten, IMF, Weltbank, FAO) erfolgte auch vor dem Hintergrund des Versuches, sich vom Einfluss Indiens außenpolitisch zu emanzipieren. Die Beziehungen zu Indien verbesserten sich im Zuge des Grenzdisputes auf dem Doklam-Plateau 2017 mit China.
Die Beziehungen zur Volksrepublik China waren trotz einer ungeregelten Grenzziehung zwischen beiden Ländern relativ unbelastet. Die Grenze zu China wurde 1959 von Bhutan geschlossen. China baute jedoch Straßen auf Territorium, das von Bhutan beansprucht wird, was schon des Öfteren zu kleinen Spannungen geführt hat. Von China angebotene Entwicklungshilfe wurde von Bhutan bislang aus Rücksicht auf Indien abgelehnt. Bhutan und China haben keine formellen diplomatischen Beziehungen, was sie aber nicht an einem regen diplomatischen Austausch hindert. Bhutan ist das einzige Mitgliedsland der Vereinten Nationen, das weder zur Volksrepublik noch zur Republik China (Taiwan) diplomatische Beziehungen unterhält. Bei UNO-Abstimmungen unterstützte Bhutan regelmäßig die Volksrepublik China (u. a. Wiederherstellung des Sitzes Chinas in der UNO 1971, Chinas Aufnahme in den Menschenrechtsausschuss). Im Sommer 2017 kam es zu Spannungen, nachdem China mit dem Bau einer Straße in das Gebiet Bhutans auf dem Doklam-Plateau begonnen hatte. Bhutan ersuchte wiederum Indien um Hilfe, und es wurden indische Soldaten entsandt. Die indischen Truppen wurden von China aufgefordert, chinesisches Gebiet zu verlassen, obwohl sie sich nach Einschätzung Bhutans und Indiens in Bhutan befanden. China und Indien hatten schließlich zusammen rund 3000 Soldaten zusammengezogen, die, da unbewaffnet, lautstarke Auseinandersetzungen und Schubsereien austrugen.
Die Beziehungen zu Nepal sind seit der Ausweisung und Flucht (1990) von mehr als 100.000 Südbhutanern nepalischer Abstammung erheblich belastet. Die im Südosten Nepals lebenden Flüchtlinge werden durch UNHCR-Hilfslieferungen versorgt. Bilaterale Gespräche zwischen Thimphu und Kathmandu über eine zumindest teilweise Rückführung der Flüchtlinge verliefen bislang ohne Ergebnis.
Das Land ist Gründungsmitglied der Südasiatischen Vereinigung für regionale Kooperation (SAARC).
Das Königreich Bhutan unterhält diplomatische Beziehungen zu 52 Staaten. Am 25. November 2020 wurden die diplomatischen Beziehungen zu der Bundesrepublik Deutschland aufgenommen.
Die Zusammenarbeit mit Österreich und der Schweiz ist unter allen Ländern Europas, die Entwicklungshilfe an Bhutan leisten, besonders hervorzuheben. Beide Länder stehen für eine beispielhafte Entwicklungskooperation, da sie vor dem Hintergrund ähnlicher topographischer Verhältnisse prädestiniert sind, optimale Lösungen für Bhutans Probleme zu entwickeln. Am 26. April 1989 wurden die diplomatischen Beziehungen zur Republik Österreich aufgenommen.
Die Entwicklungszusammenarbeit Österreichs OEZA engagiert sich in folgenden Sektoren:
- Energie: Errichtung von Wasserkraftwerken in Rangjung, Basochhu und Dagachhu,
- Hochgebirgsökologie: wissenschaftliche Kooperation im Gebirge, Kontrolle von Gletscherseen
- Tourismus: Errichtung einer Hotelfachschule
- Kultur: Erhaltung des Kulturerbes.

Die Entwicklungszusammenarbeit der Schweiz, die von Helvetas Swiss Intercooperation abgewickelt wird, konzentriert sich in folgenden Sektoren:
- Landwirtschaft (Pferdezucht, Viehzucht, Käseherstellung),
- Brückenbau,
- Ausbildung im Landwirtschaftssektor.

### Militär
Nach dem Einmarsch Chinas in Tibet 1950 entschloss sich das Land, eigene Streitkräfte aufzubauen. Bhutan ist allerdings aufgrund der geringen Personalstärke auf die militärische Unterstützung Indiens angewiesen.

## Verwaltungsgliederung
Bhutan gliedert sich in 20 Distrikte (Dzongkhag), deren Gruppierung nach vier Zonen (Dzongdey) nicht mehr offiziell ist. Die Distrikte sind in der Mehrzahl nach ihren Hauptstädten benannt worden. Einige große dzongkhags werden zudem weiter in mit Bezirken oder Kreisen ähnlichen Verwaltungseinheiten (Dungkhag) gegliedert. Auf der untersten Ebene werden die Distrikte in Gruppen von Dörfern, sogenannte Gewogs eingeteilt.
| Distrikt         | Hauptstadt       | Fläche in km² | Einwohner (2017) | Einw. je km² |
| ---------------- | ---------------- | ------------- | ---------------- | ------------ |
| Thimphu          | Thimphu          | 1.792         | 138.736          | 77,4         |
| Chukha           | Chukha           | 1.880         | 68.966           | 36,7         |
| Samtse           | Samtse           | 1.256         | 62.590           | 49,8         |
| Paro             | Paro             | 1.287         | 46.316           | 36,0         |
| Sarpang          | Sarpang          | 1.655         | 46.004           | 27,8         |
| Trashigang       | Trashigang       | 2.198         | 45.518           | 20,7         |
| Wangdue Phodrang | Wangdue          | 3.977         | 42.186           | 10,6         |
| Mongar           | Mongar           | 1.940         | 37.150           | 19,2         |
| Samdrup Jongkhar | Samdrup Jongkhar | 1.877         | 35.079           | 18,7         |
| Punakha          | Punakha          | 1.110         | 28.740           | 25,9         |
| Dagana           | Dagana           | 1.713         | 24.965           | 14,6         |
| Pemagatshel      | Pemagatshel      | 1.022         | 23.632           | 23,1         |
| Tsirang          | Damphu           | 638           | 22.376           | 35,1         |
| Trongsa          | Trongsa          | 1.814         | 19.960           | 11,0         |
| Bumthang         | Jakar            | 2.667         | 17.820           | 6,7          |
| Zhemgang         | Zhemgang         | 2.416         | 17.763           | 7,4          |
| Trashiyangtse    | Yangtse          | 1.447         | 17.300           | 12,0         |
| Lhuentse         | Lhuentse         | 2.851         | 14.437           | 5,1          |
| Haa              | Haa              | 1.905         | 13.655           | 7,2          |
| Gasa             | Gasa             | 2.951         | 3.952            | 1,3          |

## Wirtschaft

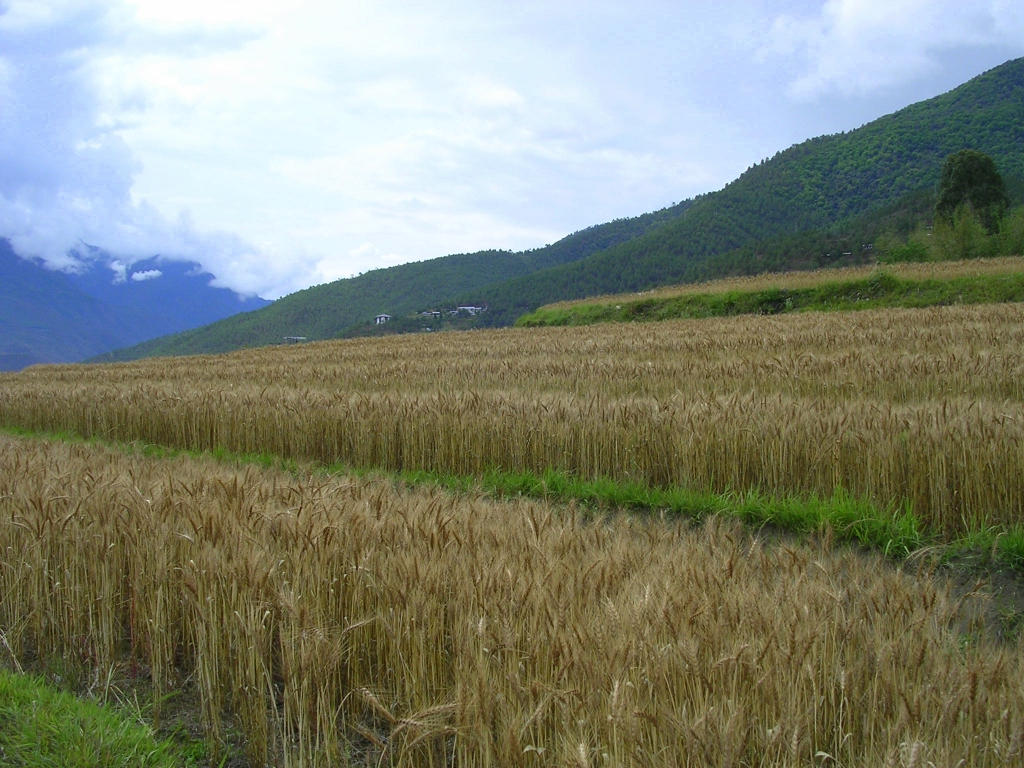
Landwirtschaft in Bhutan

Entwicklung des realen Bruttoinlandsprodukts pro Kopf seit 1990

Alle wirtschaftlichen Interessen des Landes werden dem Umwelt- und Naturschutz untergeordnet, weswegen das Land über eine Naturbelassenheit verfügt, die heutzutage, relativ auf die Landesgröße gesehen, nahezu unvergleichlich auf der Welt ist. So sind z. B. immer noch zwei Drittel Bhutans bewaldet. Schon in der Schule wird den Kindern intensiv beigebracht, wie wichtig der Umwelt- und Naturschutz ist, und es wird viel praktisch, direkt draußen in der Natur, gelehrt.
Dagegen ist die Arbeitslosigkeit vor allem unter Jugendlichen und jungen Erwachsenen in den Städten relativ hoch und der Lebensstandard relativ niedrig.
Die volkswirtschaftliche Basis von Bhutan ist schmal. Über 60 % der Einwohner leben von der Landwirtschaft. Die Landwirtschaft ist nicht produktiv und wird weitgehend durch Subsistenzniveau bestimmt. Reisüberschüsse werden nicht produziert, vielmehr ist die Regierung gezwungen, Reis zur Versorgung der Bevölkerung zu importieren. Mit dem zu erwartenden Bevölkerungswachstum wird sich Bhutan vermutlich künftig mit Problemen der Nahrungsmittelversorgung konfrontiert sehen. In den letzten Jahren wuchs die Wirtschaftsleistung jedoch deutlich und der Lebensstandard verbesserte sich. Obwohl das wirtschaftliche Modell des Landes nicht wachstumsorientiert ist, wuchs das Bruttoinlandsprodukt gerechnet in US-Dollar (Kaufkraftparität) von 807 Mio. im Jahr 1990 auf 7721 Mio. im Jahr 2017. Dank dieses Wachstums gehört Bhutan inzwischen zu den Ländern mittleren Einkommens. 2017 lag das Wirtschaftswachstum bei 6,8 %, womit das Land zu den am schnellsten wachsenden Volkswirtschaften gehörte.
Im Global Competitiveness Index, der die Wettbewerbsfähigkeit eines Landes misst, belegt Bhutan Platz 82 von 137 Ländern (Stand 2017–2018). Der Index für wirtschaftliche Freiheit 2024 des Landes war der 108 höchste von 176 Ländern.
Es existiert eine Wertpapierbörse in der Hauptstadt mit dem Namen Royal Securities Exchange of Bhutan.

### Entwicklung
Bhutan weist ein deutliches regionales Entwicklungsgefälle auf. Während der Westen wirtschaftlich von Wasserkraftprojekten und mit Thimphu als Zentrum politischer Entscheidungen von der Verteilung der Entwicklungshilfegelder profitiert, sind Zentral- und Ostbhutan hingegen wirtschaftlich deutlich zurückgeblieben.
Statistisch betrachtet gilt Bhutan als eines der ärmeren Länder der Erde. Dennoch liegt das durchschnittliche Pro-Kopf-Einkommen seiner Bevölkerung deutlich höher als im Nachbarland Indien. Der frühere König Jigme Singye Wangchuck prägte in diesem Zusammenhang das Schlagwort vom „Bruttonationalglück“ seiner Bevölkerung, das er als wichtiges Ziel der Wirtschaftspolitik Bhutans formulierte. Bhutan hat zu diesem Zweck mit der Kommission für das Bruttonationalglück sogar eine eigene Staatskommission eingesetzt. In diesem Zusammenhang plant und führt Bhutan seit 1961 Fünfjahrespläne durch, um die Entwicklung des Landes zu steuern. Die Ziele dieser Entwicklungspläne bisher waren z. B. Aufbau der Verkehrsinfrastruktur, Ausbau der Wasserkraft, Förderung der Industrie und Landwirtschaft, Reduktion der Armut. Für den Entwicklungsplan 2008–2013 soll u. a. durch wirtschaftliches Wachstum die Armut von etwa 23 % auf 15 % reduziert werden. Neben diversen UN-Organisationen leistete Indien bisher regelmäßig finanzielle Beiträge zur Umsetzung der Entwicklungspläne. Bhutan ist neben Ecuador eines der wenigen Länder, die in der Verfassung eine Orientierung am „Bruttonationalglück“ statt an Wirtschaftswachstum verankert haben. Darauf wird von Vertretern der Wachstumskritik und der wachstumskritischen Bewegung als Entwicklungsoption für industrialisierte Länder verwiesen.
Am 31. Dezember 2022 wurde der Armutsanalysebericht 2022 veröffentlicht. Demnach lebten bis zu diesem Zeitpunkt 12,4 % der Bevölkerung unter der Armutsgrenze, die offiziell mit einem Monatseinkommen von 6204 Ngultrum (etwa 68 Euro) angesetzt wird. Das durchschnittliche Monatseinkommen liegt 2023 bei rund 310 Euro. Die niedrigsten Einkommen sind immer noch in der Landwirtschaft und bei ungelernten Arbeitskräften zu finden.
| Jahr                                    | 2010  | 2015   | 2016   | 2017   | 2018   | 2019   | 2020   | 2021   | 2022   | 2023   |
| --------------------------------------- | ----- | ------ | ------ | ------ | ------ | ------ | ------ | ------ | ------ | ------ |
| BIP in Mrd. USD (Kaufkraftparität)      | 5,0   | 7,2    | 7,9    | 8,5    | 8,9    | 9,5    | 9,9    | 9,9    | 11,1   | 12,0   |
| BIP pro Kopf in USD (Kaufkraftparität)  | 7.502 | 10.162 | 10.895 | 11.596 | 12.096 | 12.823 | 13.262 | 13.104 | 14.575 | 15.706 |
| BIP-Wachstum (real)                     | 9,9 % | 6,2 %  | 7,5 %  | 5,9 %  | 3,5 %  | 4,6 %  | −2,5 % | −3,3 % | 4,8 %  | 5,0 %  |
| Inflation (in Prozent)                  | 4,8 % | 6,7 %  | 3,3 %  | 4,3 %  | 3,7 %  | 2,8 %  | 3,0 %  | 8,2 %  | 5,9 %  | 4,6 %  |
| Staatsverschuldung (in Prozent des BIP) | 56 %  | 92 %   | 109 %  | 105 %  | 107 %  | 100 %  | 115 %  | 123 %  | 117 %  | 116 %  |

### Bodenschätze
An Bodenschätzen werden unter anderem folgende Vorkommen genannt: Beryll, Blei, Dolomit, Eisenerz, Gips, Glimmer, Graphit, Kalk, Kohle, Kupfer, Marmor, Pyrit, Schiefer, Wolfram, Tuff, Zinn und Zink. Die Erschließung erfolgt durch den The Geological Survey of Bhutan und die Mining Division Bhutan sowie überwiegend durch indische Fachleute.

### Landwirtschaft
Schwerpunkt der landwirtschaftlichen Produktion ist der Süden Bhutans. Die Flucht/Vertreibung von mehr als 100.000 Südbhutanern (1990–1991) führte dort zu Einbrüchen in der Reisproduktion. Mit der Neuansiedlung von Ngalongs aus Westbhutan soll dieses Problem behoben werden. Weiterverarbeitende Betriebe (Holzverarbeitung, Konserven) konzentrieren sich überwiegend in Südbhutan. Die Regierung hat sich zum Ziel gesetzt, die Landwirtschaft auf 100 % ökologische Anbauweise umzustellen.

### Tourismus
Der Fremdenverkehr ist einer der wichtigsten Wirtschaftszweige des Landes und bietet vor allem der jungen Bevölkerung Ausbildungs- und Arbeitsplätze in Hotellerie und Gastronomie. Gleichwohl ist es das Ziel von Regierung und König, einen Massen- oder Billigtourismus zu verhindern. Visapflicht sowie ökonomische und regulatorische Faktoren begrenzen die Anzahl der Touristen. So wird Reisen in Bhutan mit gebuchten Touren und in Begleitung eines lizenzierten Führers bevorzugt. Für jedes Arrangement ist ein Mindestpreis („Minimum Daily Package“) von derzeit 100 US-Dollar pro Nacht und Person vorgeschrieben. Zusätzlich wird eine „Einreisegebühr“ von 40 US-Dollar erhoben. Gleichwohl steigt die Zahl der Touristen jährlich. Laut Zahlen des „Department for Tourism“ besuchten 2005 rund 13.600, 2006, als das erste private Hotel in Bhutan, das „Zhiwa Ling“, eröffnet wurde, rund 17.400, 2007 rund 21.100 und bis Oktober 2008 etwa 21.700 Touristen das Land. 2010 stieg die Zahl der Touristen auf 40.873, inklusive 12.410 Reisenden aus den Nachbarländern. Stand April 2017 besuchen pro Jahr etwa 150.000 Menschen das Land. Dies macht den Tourismus zur zweitwichtigsten Deviseneinnahmequelle.

### Staatshaushalt
Der Staatshaushalt umfasste 2016 Ausgaben von umgerechnet 703 Mio. US-Dollar, dem standen Einnahmen von umgerechnet 640 Mio. US-Dollar gegenüber. Fast ein Viertel der Ausgaben werden vom indischen Staat bestritten.

Die Staatsverschuldung betrug 2016 30,5 % des BIP.
2020 betrug der Anteil der Staatsausgaben (in % des BIP) folgender Bereiche:
- Gesundheit: 4,4 %
- Bildung: 7,0 % (2021)
- Militär:[90] 1,0 % (2005)

## Infrastruktur

### Energie
Große Bedeutung als Devisenbringer hat die Stromproduktion durch Wasserkraftwerke. Strom wird überwiegend nach Indien und Bangladesch exportiert. Das 1986 in Betrieb genommene Chukha-Kraftwerk (Leistung 336 MW) trägt zu einem erheblichen Teil (2005: 40 Prozent) zur Finanzierung des Staatshaushaltes bei. Ein weiteres vollendetes Projekt im Distrikt Chukha ist das etwa 10 km Luftlinie in südöstlicher Richtung entfernt gelegene Kraftwerk Tala (Leistung 1.020 MW), mit dessen Bau im Oktober 1997 begonnen wurde. Die sechs Generatoren mit einer Leistung von jeweils 170 MW wurden zwischen Juli 2006 und März 2007 in Betrieb genommen. Beide Laufwasserkraftwerke liegen am Raidak (auch Wang Chhu oder Wong Chhu in Bhutan), einem rechten Nebenfluss des Brahmaputra. Nach Angaben der Weltbank hat Bhutan ein Wasserkraft-Potential von 30 Gigawatt, wovon für 16 Gigawatt konkrete Projekte bestehen.
In den nächsten zwei Jahren plant Bhutan, 300 Megawatt Solarenergie zu nutzen. Die Regierung plant landesweit an sieben Standorte die Errichtung von Solarparks. Den Hauptteil der Finanzierung übernimmt die Asiatische Entwicklungsbank (ADB).

### Verkehr

#### Straßenverkehr
Es gibt nur wenige Straßen, und die sind nur für sehr wenig Verkehr ausgelegt. Das gesamte Straßennetz umfasste 2013 etwa 10.578 km, wovon 2.975 km asphaltiert sind, Schnellstraßen oder gar Autobahnen gibt es nicht. Durch die gebirgige Landschaft gibt es auf vielen Straßen kaum gerade Strecken, deshalb dauert es sehr lange, aus den entlegenen Dörfern des Landes in die Hauptstadt zu gelangen, aus manchen mehrere Tage. Die Verbindungen zwischen den Dörfern werden im Rahmen des von Helvetas Swiss Intercooperation geförderten Suspension Bridge Programme (SBP) durch den Bau von Drahtseil-Hängebrücken verbessert. Zwischen 1978 und 2008 entstanden so insgesamt 452 Hängebrücken nach dem in Nepal verwendeten und für Bhutan weiterentwickelten Standarddesign.
Im ganzen Land gilt Linksverkehr. Oft wird Thimphu als die einzige Hauptstadt der Welt ohne eine einzige Ampel bezeichnet, was allerdings auch auf Ngerulmud (auf Palau) zutrifft. An den Enden der Hauptstraße (Norzin Lam) durch Thimphu befinden sich zwei Kreisverkehre, an denen tagsüber Polizisten den Verkehr regeln. Fahrradfahren ist innerhalb von Paro und Thimphu nicht gestattet.

#### Luftverkehr
Der einzige internationale Flughafen ist der Flughafen Paro (IATA-Flughafencode: PBH), der im Paro-Tal liegt. Er wird von der nationalen Fluggesellschaft Drukair angeflogen. Die privaten Bhutan Airlines verbinden Paro mit Delhi, Kolkata und Gaya (Indien) sowie Kathmandu und Bangkok. Die Hauptstadt Thimphu verfügt über einen Hubschrauberlandeplatz.

#### Schienenverkehr
In Bhutan gibt es keine Eisenbahnen, ein Anschluss an das indische Eisenbahnnetz ist geplant.

## Kultur

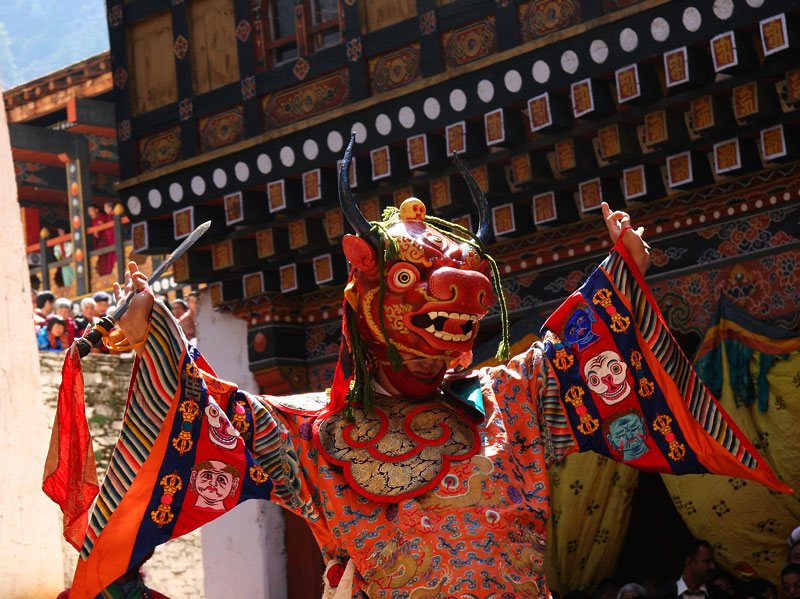
Maskentanz des „Herrn des Todes“ in Paro

Der Buddhismus als Religion prägt wie nichts anderes die Kultur Bhutans. Die wichtigsten Feste Tsechu sind religiöse Feste mit ihren farbenprächtigen Tempeltänzen. Die traditionelle Architektur als besonders sichtbarer Ausdruck der Kultur Bhutans ist bestimmt von der Religion: alle Bauelemente, Proportionen, Farben etc. haben religiöse Bedeutung. Sie haben dafür zu sorgen, dass die guten Geister leichten Zutritt in die Gebäude haben, während die bösen Dämonen ferngehalten werden.

### Musik

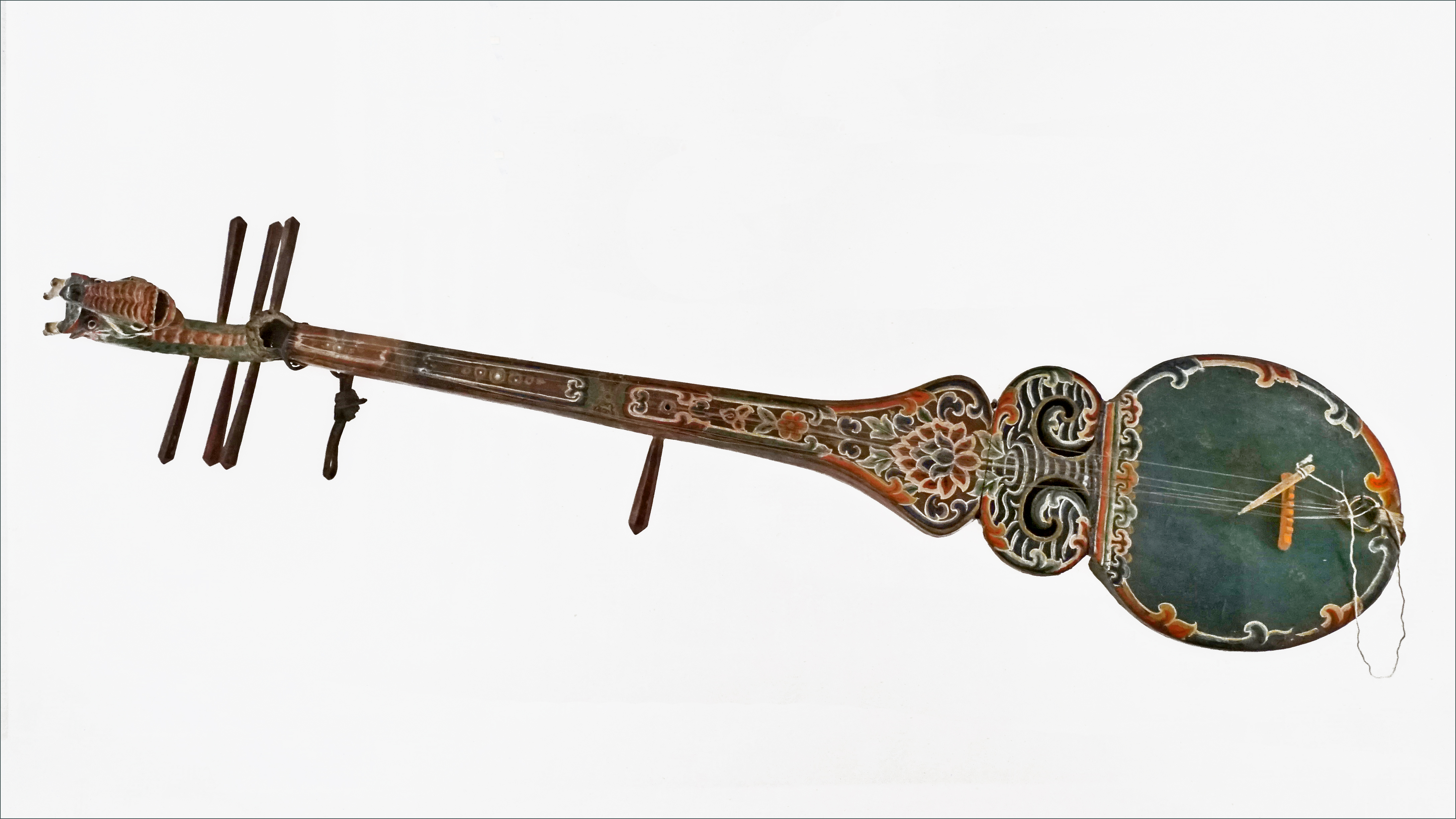
Bhutanesische Laute dramnyen im Musée d’ethnographie de Neuchâtel

Bhutan grenzt im Süden zwar an Indien, durch die praktisch völlige Isolation bis ins 20. Jahrhundert gelangten Einflüsse aus der indischen Musik höchstens indirekt über die einzigen Reisewege von Tibet ins Land. Wie die von Tibet übernommenen Schulen des Buddhismus ist die traditionelle Musik stark von der tibetischen Musik beeinflusst. Generell werden Musikformen der weltlichen traditionellen Volksmusik von der religiösen Musik und von der modernen nicht-traditionellen Popularmusik unterschieden. Jeder traditionellen Musik wird ein Einfluss auf die göttliche Sphäre zugeschrieben.
Die Volkslieder lassen sich in zwei hauptsächliche traditionelle Genres einteilen. Die Boedra (boeda oder bod-sgra, „Lied aus Tibet“) stammen dem Namen nach aus Tibet, werden aber als eigene Tradition betrachtet. Sie bestehen aus kurzen melodischen Phrasen, die zu einem regelmäßigen Rhythmus wiederholt werden. Überwiegend werden sie in der Amtssprache Dzongkha, seltener in einer Chöki genannten alten Form des Tibetischen gesungen.
Das seit dem 17. Jahrhundert bekannte Genre Shungda (zhungdra, etwa „Hauptmelodie“) zeichnet sich durch eine längere Melodielinie und einen unregelmäßigen Rhythmus aus. Shungda entstanden in den Dzongs, die bis heute nicht nur Klöster, sondern auch zivile Verwaltungszentren sind, und breiteten sich in den Dörfern aus.
Daneben gibt es etliche weitere traditionelle Liedtypen, die rein vokal sind oder die mit Instrumentalbegleitung zu Tänzen gesungen werden. Inhaltlich und nach ihrer Verwendung werden acht Liedtypen unterschieden: 1) Lieder zur Huldigung der Lamas (lama choetoed ki lu), 2) religiöse Lieder (choe dang choed drel lu), 3) Lieder zur Huldigung des Königs (Gylapoi toed lu), 4) Lieder zur Huldigung des Landes (gyalkhab ki toed lu), 5) glückliche Lieder (ga lu), 6) Liebeslieder (dza lu), 7) sorgenvolle Lieder (thrul lu) und 8) Lieder der guten Wünsche (tashi moen lu).
Die Gruppe der nicht-traditionellen populären Lieder ohne religiösen Bezug bilden die Ende der 1960er Jahre aufgekommenen Rigsar. Sie werden nicht der bhutanesischen Kultur zugerechnet und sind stark von englischen Popsongs und Hindi-Filmmusik beeinflusst. Die Rigsar entstanden in den Städten als Teil der Jugendkultur. Anders als bei den Volksliedern sind die Komponisten der Rigsar, die zu den Studenten und Lehrern der Colleges gehören, namentlich bekannt. Die meisten Rigsar sind Liebeslieder, die ein Liebender monologisch an sein Gegenüber richtet. Sprachlich und musikalisch sind sie weniger sorgfältig gestaltet als die Lieder der traditionellen Genres. Während die Gäste bei herkömmlichen Musikaufführungen zu festlichen Anlässen sich an den Gruppentänzen beteiligen, spielen die Rigsar-Ensembles im Rahmen eines Konzerts vor sitzenden Zuhörern. Im Studio aufgenommene Rigsar-Lieder werden durch Tonträger kommerziell verbreitet. Das erste moderne bhutanesische Lied, Zhendi Migo, ist die Kopie des indischen Titels Sayonara aus dem Hindi-Film Love in Tokyo von 1966.
Bei den Volksliedern erzeugen die bundlose siebensaitige Halslaute dramnyen und eine Gesangsstimme eine heterophone Musizierform. Ein typisches Ensemble besteht aus bis zu vier Melodieinstrumenten: neben einer dramnyen eine zweisaitige Röhrenspießgeige chiwang, eine Kernspaltflöte lingm (lim oder gling-bu) aus Bambus mit sechs Grifflöchern und ein Hackbrett yangchen (yang-chin), das erst in den 1960er Jahren vom chinesischen yangqin abgeleitet wurde. Die Instrumente folgen meist unisono oder in der Oktave und mit melodischen Verzierungen der Gesangsstimme. Diese Ensembles bevorzugen wegen des leichteren Zusammenspiels das rhythmisch einfachere Genre Boedra.
Die religiöse Ritualmusik folgt dem Regelwerk der tibetischen Ritualpraxis und verwendet ein eigenes Instrumentarium ohne Saiteninstrumente. Auch die dramnyen wird nicht in der religiösen Musik gespielt, repräsentiert aber durch ihre Anwesenheit oder ihre Darstellung in Bildwerken in Klöstern die eine Verbindung zum Göttlichen schaffende Musik. Mönche spielen die Musikinstrumente in den Klöstern allgemein paarweise. Zu den rituellen Musikinstrumenten gehören die metallene Langtrompete dungchen (dung-chen), die Kegeloboe bjelling (rgya-gling), die Paarbecken rol-mo und die zweifellige Stieltrommel rnga. Musik gehört zu den täglichen Gebetsritualen und zum religiösen Jahresfest Tsechu (she-bcu), das zu Ehren des Guru Rinpoche abgehalten wird, der im 8. Jahrhundert den tibetischen Mahayana-Buddhismus in Bhutan einführte. Bei diesem mehrtägigen Fest werden Cham-Mysterien mit Musik und Maskentänzen aufgeführt.
Weitere Musikinstrumente sind die Bambusmaultrommel kunghta, das Büffelhorn aungli (dem nepalesischen neku entsprechend), die Gefäßrassel yangkali (Hülsenfrucht des Afrikanischen Traumkrauts, Entada rheedei) und die ebenfalls perkussiv verwendete zweisaitige Bambusröhrenzither tsai-ding dramnyen (der nepalesischen yalambar entsprechend).
Eine völlig andere traditionelle Musik pflegt die Minderheit der Nepali sprechenden Lhotshampa im Süden Bhutans. Ihre Musik und Tänze sind von hinduistischen Traditionen beeinflusst. Religiöse Lieder (Kirtan) begleiten die Lhotshampa auf dem aus Indien eingeführten Harmonium.

### Medien
Bhutan hat erst 1999 das Fernsehen eingeführt und ist damit das letzte Land der Erde, in das dieses Medium Einzug gehalten hat. Das Fernsehen ist inhaltlich hauptsächlich der königlichen Familie sowie gesundheitlichen Themen gewidmet.
Seit 2004 sind Mobiltelefone erlaubt. Ein 2007 installierter 10-kW-Kurzwellensender des Bhutan Broadcasting Service (BBS) steht in etwa 2660 m Höhe in Sangayang und sendet auf der Frequenz 6035 kHz im 49-m-Band. Über das Internet ist BBS mit einem Live-Stream-Audio-Angebot vertreten.
Im Jahr 2022 nutzten 86,8 Prozent der Einwohner Bhutans das Internet.

### Küche Bhutans
Neben Gerste, Mais und Kartoffeln ist bhutanischer roter Reis eines der Grundnahrungsmittel. Nur diese Reissorte wächst auch in großen Höhen. Dazu gibt es eine große Auswahl an Gemüse und Obst. Schweinefleisch, Yakfleisch und manchmal auch Hühnerfleisch gehören zur bhutanischen Küche. Nationalgericht ist Ema Datshi (Käsechili, auch Ema Datsi), ein Eintopf, der in erster Linie aus milden grünen Chilischoten und Yak-Käse bereitet wird. Dazu serviert man roten Reis, der ursprünglich nur in dieser Region angebaut wurde. In der Hauptstadt Thimphu gibt es Restaurants, wo chinesische, indische, nepalesische und tibetische Gerichte angeboten werden.

### Traditionelle Kleidung
Die Nationaltracht der Frauen – Kira – als auch der traditionelle Gho der Männer ist im Alltag präsent. So gilt der Gho als offizielle Amtstracht der Beamten.

### Sport

#### Basketball
Der bhutanische Basketballverband (Bhutan Basketball Federation) trat 1983 der FIBA Asia bei, eine Zone des Weltbasketballverbandes FIBA, zu der 44 asiatische Staaten gehören. Die Basketballnationalmannschaft von Bhutan hatte bereits an vielen Turnieren teilgenommen und bestritt 2021 ihr erstes internationales Spiel beim 26. FIBA-Qualifikationsturnier für die Asienzone in Neu-Delhi. In der FIBA-World-Ranking-Liste 2023 steht Bhutan auf Platz 144.

#### Bogenschießen

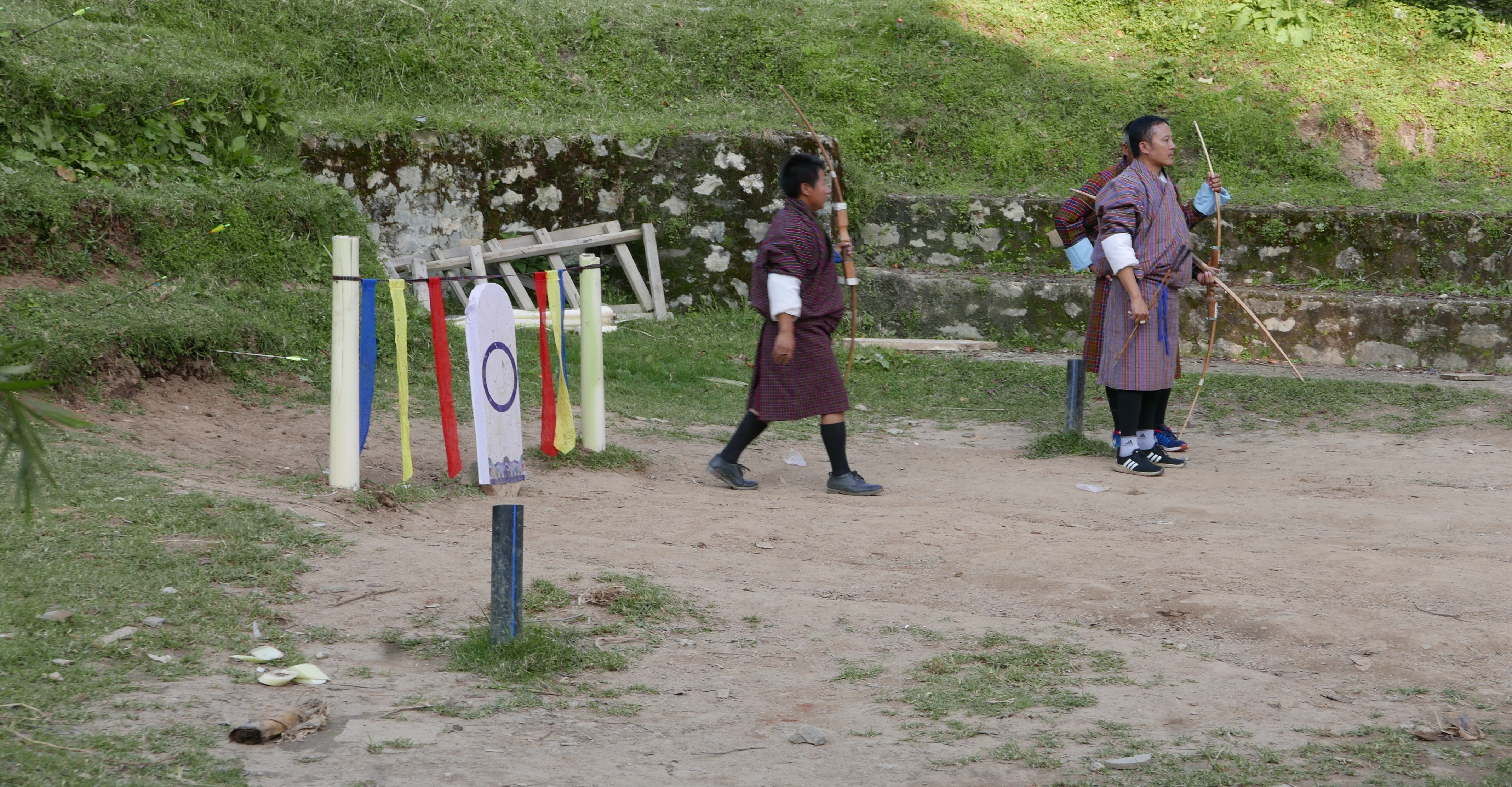
Drei Bogenschützen beim Bogenschießen in Trongsa. Zwei halten Kompositbögen und einer einen Bambusbogen. An beiden Enden der 145 Meter langen Bahn ist eine Zielscheibe installiert.

Der Nationalsport Bhutans ist das Bogenschießen. Meist werden die Wettkämpfe zwischen den Auswahlen zweier Dörfer ausgetragen. Das Ziel ist dabei 145 m entfernt. Das Ziel besteht aus einer rechteckigen Holzplatte, etwa 35 × 110 cm groß. Geschossen wird in der traditionellen Technik mit Bögen aus Bambus. Inzwischen wechseln aber viele vor allem jüngere Schützen zum Compoundbogen.
Dabei handelt es sich traditionell um eine Männerdomäne; dennoch vertraten inzwischen mehrere Frauen Bhutan im Bogenschießen mit dem Olympischen Bogen bei den Olympischen Spielen. Abgesehen vom Sportschießen ist das Bogenschießen die bislang einzige Disziplin, in der Bhutan während seiner olympischen Geschichte an den Spielen teilnahm. Es konnte noch nie eine Medaille gewonnen werden. Der bhutanische Bogenschütze Lam Dorji aus Samdrupjongkhar nimmt an den Olympischen Sommerspielen 2024 in Paris teil.

#### Fußball
In Bhutan gibt es nur eine Handvoll bespielbare Fußballplätze, darunter ein Stadion, das Nationalstadion Changlimithang mit 15.000 Plätzen.
Die Bhutan Football Federation ist Mitglied der FIFA; die Nationalmannschaft findet sich im unteren Bereich der FIFA-Weltrangliste wieder. Der Film The Other Final wirft anhand des Aufeinandertreffens der Nationalmannschaften von Bhutan und Montserrat parallel zum Weltmeisterschaftsfinale 2002 einen Blick auf die Kultur und den Fußball von Bhutan. Das Spiel zwischen beiden Mannschaften endete 4:0 für Bhutan.
Die nationale Fußballliga ist die Bhutan Premier League. Der Meister darf an den Qualifikationsspielen zum AFC Cup teilnehmen. Allerdings erreichte Stand 2022 dort noch nie ein Verein die Gruppenphase. Bhutan konnte sich für die AFC Asian Cup-Qualifikation 2027 qualifizieren.

#### Judo
2007 wurde die Bhutan Judo Association gegründet, die auch Mitglied in der Judo Union of Asia ist. Am 9. Oktober 2021 wurde Bhutans erstes Dojo in der Pelkhil-Schule in Thimphu eröffnet.

#### Special Olympics
Special Olympics Bhutan wurde 2009 gegründet und nahm mehrmals an Special Olympics Weltspielen teil.